# (4709) Ennomos
(4709) Ennomos és un asteroide que pertany als asteroides troians de Júpiter descobert per Carolyn Jean S. Shoemaker des de l'observatori de la Monte Palomar, als Estats Units d'Amèrica, el 12 d'octubre de 1988. Ennomos va rebre inicialment la designació de 1988 LA TEVA2. Més endavant, en 1991, es va nomenar així per Ènnom, un personatge de la mitologia grega. Orbita a una distància mitjana del Sol de 5,237 ua, podent allunyar-se'n fins a 5,356 ua i apropar-se fins a 5,117 ua. La seva excentricitat és 0,02283 i la inclinació orbital 25,46 graus. Triga a completar una òrbita al voltant del Sol 4.377 dies. La magnitud absoluta de Ennomos és 8,6. Triga 12,28 hores a completar una volta sobre el seu eix i té un diàmetre de 80,85 km. S'estima la seva albedo en 0,0744.